# Juan Rodríguez Clara (municipalité)
La municipalité de Juan Rodríguez Clara est l'une des 212 municipalités de l'État de Veracruz, et est située dans la partie sud-est de cet État, au Mexique. Elle se situe dans l'intérieur des terres, au sud du golfe du Mexique, et fait partie du bassin du fleuve Río Papaloapan, dont les sources se trouvent plus au sud, dans le massif de la Sierra Madre de Oaxaca, tandis que plus au nord, au bord du golfe du Mexique, se trouve le massif volcanique de la Sierra de los Tuxtlas. Elle est administrativement rattachée à la région Papaloapan, qui est une des 10 régions de l'État de Veracruz. Son chef-lieu est la ville éponyme de Juan Rodríguez Clara.

## Géographie
La municipalité de Juan Rodríguez Clara se situe dans la partie occidentale du bassin du fleuve Río Papaloapan, et est bordée au nord-est par l'un de ses affluents, la rivière San Juan. Son chef-lieu éponyme, Juan Rodríguez Clara, se trouve au centre-est d'un territoire de 992,6 km2, peuplé en 2020 de 38 367 habitants, pour une densité de 38,7 habitants par km2.
Elle est limitrophe au nord de la municipalité de Hueyapan de Ocampo, à l'ouest des municipalités d'Isla, et de Playa Vicente, au sud-est de celle de San Juan Evangelista, et à l'est de celle de Acayucan.

## Composition et démographie
La municipalité était composée en 2020 de 173 localités, dont 2 étaient considérées comme urbaines, les autres étant rurales.
| Localité                | Population |
| ----------------------- | ---------- |
| Juan Rodríguez Clara    | 15 512     |
| Los Tigres (San Marcos) | 3841       |
| Nopalapan               | 1967       |
| Huayacanes              | 1323       |
| El Blanco               | 967        |
| Reste des localités     | 14 757     |
| Total population        | 38 367     |

En plus de l'espagnol, plusieurs langues amérindiennes sont parlées dans la municipalité, dont les principales sont par ordre d'importance : le chinantèque, le mazatèque, le zapotèque et le nahuatl.

## Histoire
La municipalité de Juan Rodríguez Clara est créée en 1960, par détachement d'une part de territoire de celle de San Juan Evangelista. La ville de Juan Rodríguez Clara en devient alors le chef-lieu. Cette ville se nommait avant 1925 Nopalapan de Zaragoza, date à laquelle elle a reçu son nom actuel.

## Économie

### Agriculture et élevage
La superficie des parcelles semées représentait, en 2019 une surface totale de 16 058 hectares, parmi lesquels 10 302 hectares voués à la culture de l'ananas, 4090 hectares voués à la culture du maïs et 838 hectares voués à la culture de la canne à sucre.
En 2020, la production de viande par tonnes comprenait 2544,3 tonnes de viande bovine, 599,1 tonnes de viande porcine, 29,5 tonnes de viande ovine, 586,3 tonnes de volailles et 11,5 tonnes de dinde. La superficie vouée à l'élevage représentait alors 28 304 hectares.